# Julien Rochedy
Pour les articles homonymes, voir Rochedy.
Julien Rochedy, né le 10 mars 1988 à Guilherand-Granges (Ardèche), est un homme politique, essayiste et éditeur français d'extrême droite.
Il milite au Front national de 2006 à 2014, où il assume la fonction de directeur national du Front national de la jeunesse (FNJ) entre 2012 et 2014. Demeurant actif à l'extrême droite, il poursuit ses activités comme entrepreneur et vidéaste.

## Biographie

### Jeunesse et formation
Julien Rochedy grandit à Tournon-sur-Rhône, dans l'Ardèche. Il est le fils d'un expert-comptable et d'une assureuse, qui ne contribuent pas à sa formation idéologique,. Exclu en quatrième du collège Notre-Dame, il obtient son baccalauréat en 2006, au lycée Gabriel-Faure, à Tournon, puis obtient une licence en science politique et un master 1 en relations internationales, en 2009 et 2010, à l'université Lyon III. Le sujet de son mémoire est Nietzsche et l’Europe. Il publie un essai philosophique nietzschéen, Le Marteau, puis un roman décliniste, relus et corrigés par Paul-Marie Coûteaux. Admirateur des Hussards, courant de la droite littéraire d’après-guerre, il côtoie des membres du Front national (FN) à l'université Lyon III et le « mouvement social et patriotique » animé par Grégory Gennaro, selon la journaliste Nolwenn Le Blevennec, puis rejoint l'Union nationale inter-universitaire (UNI).

## Engagement

### Au sein du Front national

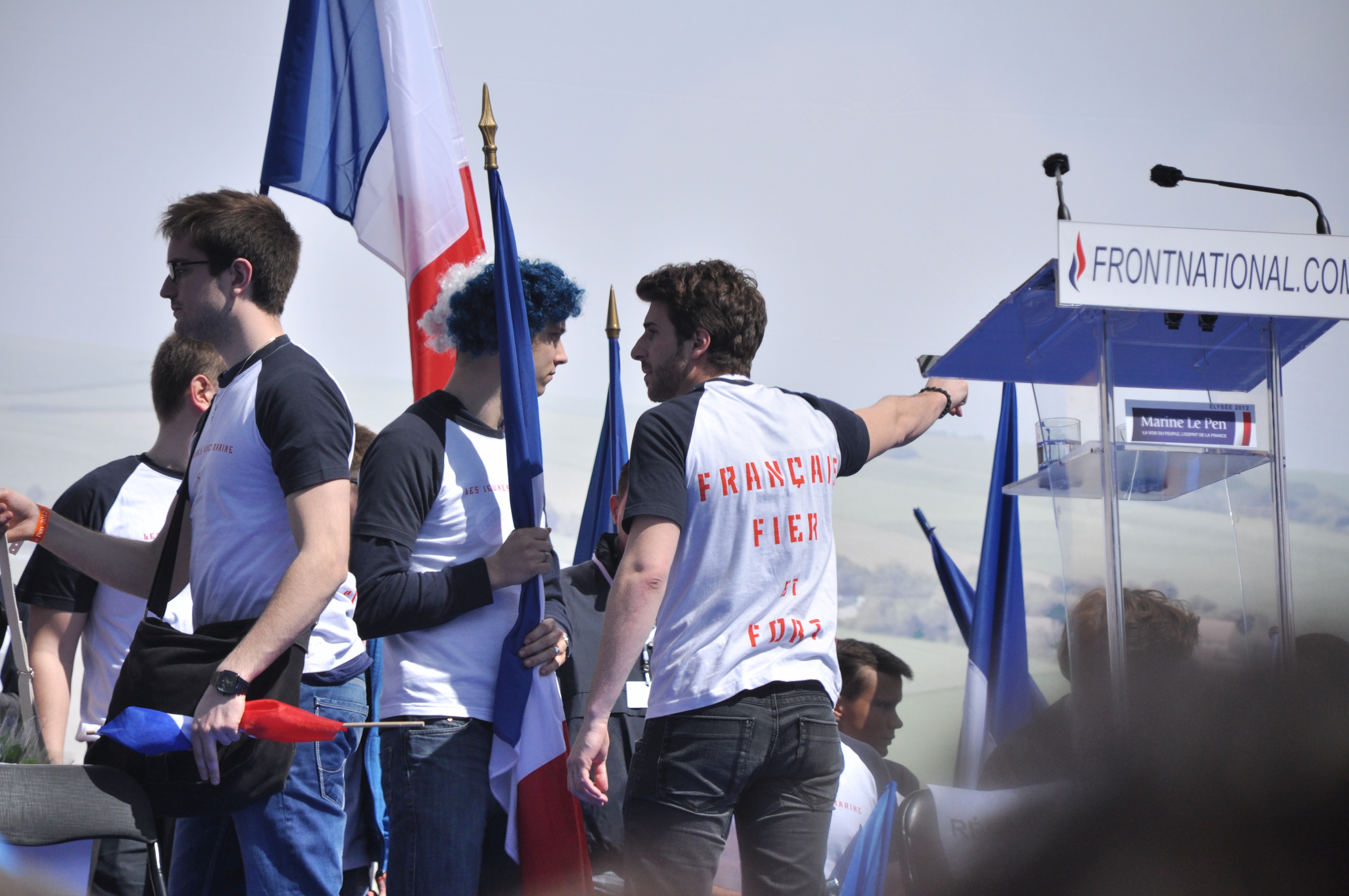
Julien Rochedy au défilé annuel du Front national, le 1 5 2012.

#### Premiers pas
Il adhère au FN en 2006, et participe à la campagne de Jean-Marie Le Pen pour l'élection présidentielle de 2007. Se disant « dégoûté que les Français choisissent Sarkozy » à cette élection, il ne renouvelle pas son adhésion l'année suivante.
Il réadhère au parti en 2010, séduit par Marine Le Pen. Lorsque celle-ci prend la présidence du FN au congrès de Tours en 2011, il entre à la direction nationale du FNJ, chargé de la formation politique des jeunes. Quelques mois plus tard, il est nommé porte-parole.
Lors de la campagne pour l'élection présidentielle de 2012, il est président du mouvement « Les Jeunes avec Marine », créé pour l'occasion, et conseiller politique à la jeunesse de Marine Le Pen, ce qui fait de lui un salarié du parti.

#### Scrutins électoraux

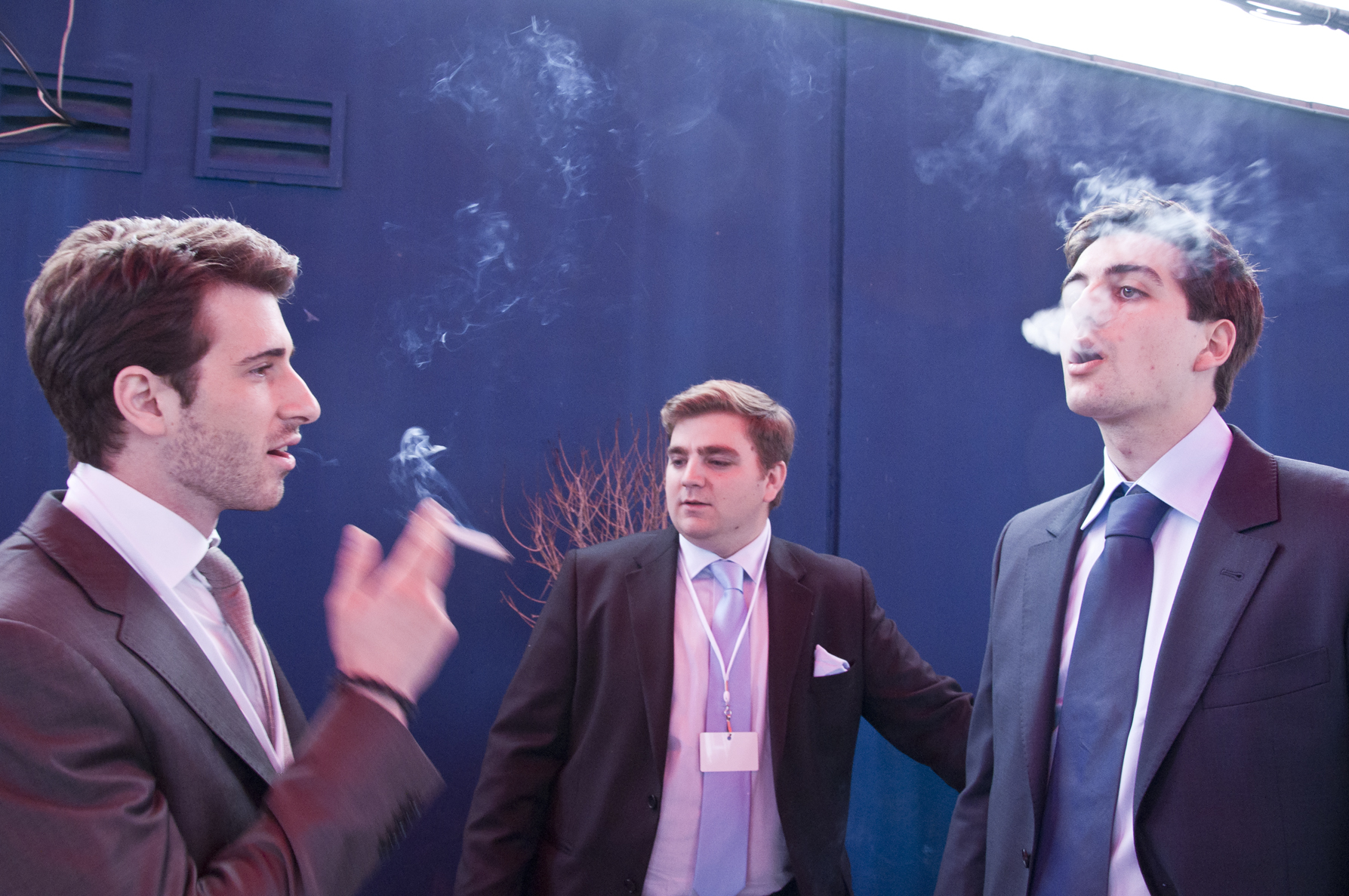
Julien Rochedy accompagné des membres du bureau du FNJ lors de la campagne présidentielle de 2012.

Il est candidat aux élections législatives dans la neuvième circonscription du Rhône, et obtient 17,7 % des suffrages exprimés.
Aux élections municipales de 2014, il est tête de liste FN à Montélimar et obtient 18,04 % des suffrages exprimés. Il entre au conseil municipal, avec deux de ses colistiers, le 29 mars 2014, malgré une campagne électorale que Le Dauphiné libéré qualifie d'« intermittente » et un programme qui, toujours selon ce quotidien, « a laissé dubitatif beaucoup de gens, y compris parmi les sympathisants ». Il démissionne quatre mois après.
Il figure en treizième position sur la liste d'Aymeric Chauprade à l'occasion des élections européennes de 2014 en Île-de-France.

#### Directeur national du FNJ
Présenté comme le protégé de Marine Le Pen depuis sa création du mouvement « Les Jeunes avec Marine », il est nommé directeur national du Front national de la jeunesse (FNJ) en août 2012. Il apparaît en tant que tel dans les médias au cours de l'automne 2012 et publie un communiqué en tant que « directeur du FNJ » dès le 29 août 2012. Plusieurs médias s'intéressent à lui pour son style plus « atypique » que celui que pouvaient avoir précédemment les jeunes du Front national.
Il est le créateur de l'affiche du Front national en 2012 intitulée « Choisis ta France » avec, d'un côté, une France des cités et, de l'autre, une France rurale dite des « oubliés ».
En 2013, Le Point le présente comme « l'intermédiaire entre les radicaux et un Front national qui se notabilise », ce qu'il dément.
En avril 2014, il lance, avec les représentants des mouvements jeunesse du FPÖ autrichien, du Vlaams Belang flamand et des Démocrates de Suède, le YEAH, pour « Young European Alliance for Hope » (« Alliance des jeunes Européens pour l'espoir »). Le but premier de cette formation est de faire campagne pour les élections européennes de 2014, en soutien des alliances que le Front national tente d'établir avec d'autres partis eurosceptiques en Europe.

#### Départ du parti
Dès juin 2014, il annonce à Marine Le Pen qu'il désire quitter la direction du FNJ[réf. nécessaire]. C'est en octobre 2014 qu'il est remplacé à la tête du mouvement par Gaëtan Dussausaye. Alors qu'il a peiné à faire consensus à son poste, il est accusé d'inactivité par Wallerand de Saint-Just. Indiquant qu'il se « sentait inutile » au nouveau poste auquel il avait été affecté, « rédacteur pour le projet présidentiel de 2017 », il dit avoir été tenté par une activité professionnelle dans le privé, pour ne plus vivre de la politique.
Il annonce, en décembre 2014, qu'il ne souhaite pas poursuivre ses activités au sein du Front national, mais qu'il garde « de bons rapports avec Marine Le Pen ». En juin 2015, il déclare au journal Le Rouge et le Noir que son départ du FN est également lié à l'arrivée, au sein du parti, de « petits mecs » qui gravitent « autour de Philippot », qui ne « sont pas des hommes selon [son] cœur », mais des « petits avortons », et « à qui vous auriez envie de mettre quelques claques » ; il leur reproche encore d'« attaquer le Menhir »,.
Le sociologue Sylvain Crépon analyse ses propos comme « la posture virile du nationalisme traditionnel, associant l'homosexualité au féminin et à la faiblesse ». En 2012, il avait indiqué, au sujet de la présence d'homosexuels au siège du FN, que « tout le monde le [savait] » mais « ne [voyait] rien ».

### Positionnement et prises de position
Sylvain Crépon, spécialiste de l'extrême droite, le décrit comme étant de culture maurrassienne. Il se défend quant à lui d'être maurrassien et dit de Maurras qu'il n’est ni antisémite, ni antijuif mais professe un « antijudaïsme » qui « n’est pas racial ». L'Opinion le qualifie de bonapartiste. Il fait plusieurs fois référence dans ses vidéos à Friedrich Nietzsche, à qui il a consacré un ouvrage.
Selon Mediapart, Rochedy « vante […] la supériorité de la civilisation blanche européenne » dans ses vidéos et « [revendique] fièrement son fascisme », dénonçant la « fachophobie, la discrimination scandaleuse, honteuse, nauséabonde dont sont victimes les fachos », ou considérant qu'« être extrémiste, c’est avoir raison mais en avance ». Il partage, notamment, les contenus en ligne de Fluideracial.com, un site de caricatures xénophobes.
Tout en indiquant ne pas connaître « dans le détail » la loi russe qui condamne la « propagande » des « relations sexuelles non traditionnelles » auprès des mineurs, il se dit plutôt favorable, lorsqu'il est directeur du FNJ, à ce qu'une législation similaire soit appliquée en France.
En octobre 2014, il attaque la prise de position d'Aymeric Chauprade qui développe dans un texte sa vision géopolitique pour la France.
Le journal Le Monde l'estime proche de Frédéric Chatillon.
En mars 2016, il rencontre Bachar el-Assad avec l'ONG d'extrême-droite SOS Chrétiens d'Orient et une délégation parlementaire française, dans le contexte de la guerre civile syrienne,,. Fier de cette rencontre, il publie un selfie avec le dictateur, pour qui il ne cache pas sa sympathie et dont il fait l'éloge, selon TV5 Monde. Ce selfie, alors que Bachar el-Assad est accusé de nombreux crimes, suscite la polémique. Rochedy se justifie en affirmant qu'il voulait faire le buzz,,.
Il a des positions essentialistes sur le genre que des critiques jugent masculinistes et LGBTphobes. Des féministes critiques de la transidentité déclarent avoir une proximité idéologique avec lui, dont Dora Moutot (qui le connaît personnellement) et Marguerite Stern. 
Julien Rochedy développe dans son ouvrage Surhommes et sous-hommes le concept de « biocivilisation », un concept écologiste d'extrême droite qui prône une gestion autoritaire et raciste de la crise écologique. Il distingue les « surhommes » des « sous-hommes » et appelle à réduire la population par des tris et à marginaliser ou éliminer ceux qu'il qualifie de sous-hommes. Son discours mélange critique anticapitaliste, références à la décroissance et racisme virulent, notamment envers les populations non-blanches qu'il accuse d'être « les plus sales et parfois même les plus polluantes »,. Défendant un retour à la ruralité et l'idée d'espaces vitaux protégés par des murailles, il s'inscrit selon le philosophe Pierre Madelin dans la mouvance écofasciste. 

### Activités depuis 2014
Après son départ du FN, il intervient lors d'un colloque de l’Action française.
Il est un ami de Loïk Le Priol, militant néofasciste et ex-membre du GUD. En 2015, après une soirée arrosée, il a un accident de voiture avec plusieurs personnes après que Loïk le Priol, qui conduisait, a perdu le contrôle du véhicule. Une jeune femme qui les accompagnait est gravement blessée et dans le coma. En 2016, Rochedy s'affiche en t-shirt siglé « Babtou solide ». Il s'agit alors de la nouvelle marque de Loïk le Priol. Ce dernier est suspecté d'avoir assassiné à Paris le rugbyman Federico Martín Aramburú, le 19 mars 2022,, après avoir déjà agressé, le 8 octobre 2015, Édouard Klein, ancien président du GUD.
Libération le présente en mai 2017 comme un « soutien critique » du FN. À la suite de l'échec du FN à l'élection présidentielle de 2017, il manifeste le désir de dépasser les cadres partisans existants pour refonder la droite. En octobre 2017, il participe au lancement des « Amoureux de la France », une plate-forme dont Nicolas Dupont-Aignan est à l'initiative et destinée à rassembler la droite au-delà des clivages partisans.
En janvier 2016, il fonde Hétairie, une entreprise « d'import-export de biens d'usage courant ». En 2018, il est « extrêmement vague sur [les] activités » de cette société selon France Info, et indique que son objet s'est depuis redirigé vers « les relations publiques internationales », avec des voyages en Russie, aux Pays-Bas, en Italie et dans plusieurs pays d'Afrique. Dans Marine est au courant de tout… (2017), ouvrage des journalistes Marine Turchi et Mathias Destal, l'entreprise est présentée comme faisant du « conseil en communication ».
En 2018, il crée l'École Major, un institut de formation en ligne où il propose, entre autres, des formations masculinistes dont le contenu est, d’après le magazine Slate, « très controversé ». Il assume s'être inspiré du site américain The Art of Manliness (L'Art de la virilité). Le site compte trois à quatre contributeurs dont son ami Christopher Lannes (d), historien amateur sur TV Libertés. Selon Yves Raibaud, spécialiste de la géographie du genre, avec ce site, il « fait du ras-le-bol et de l’écœurement de certains hommes après #MeToo et #BalanceTonPorc un fonds de commerce ». Il rejette le qualificatif de masculiniste, qu'il présente comme « entaché par l'idée de la guerre contre les femmes » qu'il dit refuser. Il affirme également que le but de l'École Major n'est « absolument pas de faire de l'argent » ; France Info souligne cependant que la session « alpha » et ses « quelques centaines d'abonnés commencent pourtant à rapporter un peu ».
En 2019, il dispose de 65 000 abonnés sur Twitter et 83 000 sur YouTube, puis plus de 100 000 sur YouTube en 2021.
En 2021, Julien Rochedy participe à une campagne d'insultes et de menaces contre une journaliste de Mediapart autrice d'une enquête sur des youtubeurs d'extrêmes droite, avec Papacito, Baptiste Marchais et Georges Matharan (Jordi). Selon Mediapart, Julien Rochedy propose notamment de créer une cagnotte destinée à financer « le viol » de la journaliste.
En janvier 2022, il annonce jouer aux côtés d'autres militants d'extrême droite dans un film sur le Moyen Âge dont le tournage n'a pas encore débuté. Le projet est finalement abandonné.
Il soutient la candidature d'Éric Zemmour à l'élection présidentielle de 2022, puis celle de Marine Le Pen pour le second tour.

## Résultats électoraux

### Élections législatives
| Année | Circonscription | 1er tour | 1er tour | 1er tour |
| Année | Circonscription | %        | Place    | Issue    |
| ----- | --------------- | -------- | -------- | -------- |
| 2012  | 9e du Rhône     | 17,70    | 3e       | Éliminé  |

## Publications
- Le Marteau : déclaration de guerre à la décadence moderne, Paris, Praelego, 2010, 166 p., 22 cm (ISBN 978-2-8131-0062-7, BNF 42489261p)
  - Le Marteau : déclaration de guerre à notre décadence, Paris, Perspectives Libres, 2010, 253 p., 20 cm (ISBN 979-10-90742-24-6, BNF 45470676)
- L'Union européenne contre l'Europe (préf. Aymeric Chauprade), Paris, Perspectives Libres, 2014, 85 p. (ISBN 979-1090742253, BNF 45231893)
- Nietzsche l'actuel : Introduction à la philosophie nietzschéenne, suivi de Nietzsche et l'Europe : Mémoire, auto-édition, 2020, 224 p. (ISBN 978-0201375800, BNF 46683175)
- L'Amour et la Guerre : Répondre aux féministes, Sécheras, éditions Hétairie, 2021, 240 p. (ISBN 978-2492571015, BNF 46894003)
- Avec Papacito, Veni Vidi Vici : menace sur les gauchistes, Sécheras, éditions Hétairie, 2021, 264 p. (ISBN 978-2-492-57102-2, BNF 46890291)
- Philosophie de droite, Sécheras, éditions Hétairie, 2022, 272 p. (ISBN 978-2492571039, BNF 47413389)
- Surhommes et sous-hommes, valeur et destin de l’homme, Sécheras, éditions Hétairie, 2023, 350 p. (ISBN 978-2-492571-06-0, BNF 47412347)

### Préfaces
- Curtis Yarvin, Unqualified Reservations : Anéantir le progressisme sans devenir conservateur, Éditions du Royaume, 648 p., 2025  (ISBN 978-2492571244)
- Nick Land, Xenosystems : Qu'est ce que la Néoréaction ?, Éditions du Royaume, 464 p., 2025  (ISBN 978-2492571251)